# Atraphaxis frutescens
Atraphaxis frutescens (L.) K.Koch – gatunek rośliny z rodziny rdestowatych (Polygonaceae Juss.). Występuje naturalnie w Rosji (na Kaukazie Północnym, w Baszkortostanie, Buriacji, Tuwie, Republice Ałtaju, w Kraju Krasnojarskim, a także w obwodach saratowskim, samarskim, czelabińskim i omskim), Kazachstanie, Turkmenistanie, Mongolii oraz Chinach (w prowincjach Gansu i Qinghai, a także w regionach autonomicznych Sinciang, Ningxia i Mongolia Wewnętrzna). 

## Morfologia
PokrójZrzucający liście krzew dorastający do 0,5–1,5 m wysokości.
LiścieUlistnienie jest naprzemianległe lub naprzeciwległe. Ich blaszka liściowa jest niemal siedząca, skórzasta i ma podłużny lub lancetowaty kształt. Mierzy 10–25 mm długości oraz 5–15 mm szerokości, o wąskiej nasadzie i wierzchołku od tępego do spiczastego. Gatka ma obły kształt i dorasta do 2–5 mm długości.
KwiatyZebrane w grona, rozwijają się na szczytach pędów. Listków okwiatu jest 5, mają kształt od owalnego do podłużnego i różową barwę, mierzą do 4–7 mm długości.
OwoceNiełupki o jajowatym kształcie.

## Biologia i ekologia
Rośnie na terenach uprawnych, stepach, stokach, wydmach oraz brzegach rzek. Występuje na wysokości od 500 do 3000 m n.p.m. Kwitnie od maja do sierpnia. 

## Zastosowanie
Atraphaxis frutescens bywa sadzony jako roślina zapobiegająca erozję gleby. Ponadto jest uprawiany w Chinach (w Mongolii Wewnętrznej).